# Wilhelm Düerkop
Wilhelm Düerkop (* 30. Juni 1928; † 29. September 2019), genannt Salzmann, war ein deutscher Kunstflieger und langjähriger Förderer des Segelkunstflugs in Deutschland.
Insbesondere stellte er dem Nachwuchs seine Flugzeuge – zunächst zwei Lo 100, später den Ende der 1980er auf seine Initiative entwickelten Cirrus K – zur Verfügung, schleppte auf zahlreichen Segelkunstfluglehrgängen mit seiner PA-18 „D-ELUF“ und betätigte sich als Trainer und Schiedsrichter. Mit seinem Teamkollegen Hannes Mattes zeigte er bis zu dessen Tod 2004 auf zahlreichen Flugtagen Synchron-Motorsegler-Kunstflug mit RF 4 und RF 5. Später schloss er sich dem Skydance-Acro-Team an.
Seinen Spitznamen „Salzmann“, unter dem er bekannter war als unter seinem bürgerlichen Namen, erhielt er aufgrund seiner beruflichen Tätigkeit als Steiger im Salzbergwerk.

## Salzmann-Cup
An wechselnden Orten finden seit 2000 (erster Ausrichter: FSV Nagold) jährlich die zentralen Vereinsmeisterschaften im Segelkunstflug „Salzmann-Cup“ statt. Neben den Siegern in den Klassen „Einsteiger“, „Aufsteiger“ (Halbakro) und „Meister“ (Vollakro) sowie den Vereinsmeistern der teilnehmenden Vereine wird der „Salzmann des Jahres“ (Auszeichnung für eine besonders sportliche Einstellung und uneigennütziges Verhalten) gekürt. In den Klassen „Aufsteiger“ und „Meister“ hat der Salzmann-Cup etwa die Bedeutung wie Landesmeisterschaften und dient den Vollakropiloten u. a. der Qualifikation zur Nationalmannschaft, während der Wettbewerb in der Klasse „Einsteiger“ eine Breitensportveranstaltung ist.